# 越前魔太郎
越前魔太郎是2010年8月21日公映的日本電影《脖子造怪機》中登場的虛構作家。自2010年4月以来，越前魔太郎的輕小說《魔界偵探冥王星O》系列已由講談社Novels、電擊文庫和MediaWorks文庫實際出版。

## 出版列表
該系列由多名匿名作家共同創作，除了在2010年9月出版的《Dead Doll的Double D》之外，並未正式透露具體篇目由誰撰寫。
| 標題                                         | 出版                           | 作者       | 插圖          | 發售日        |
| -------------------------------------------- | ------------------------------ | ---------- | ------------- | ------------- |
| Violin的V（ヴァイオリンのV）                 | 講談社NOVELS                   |            | redjuice      | 2010年4月7日  |
| Walking的W（ウォーキングのW）                | 電擊文庫                       |            | 馬口鐵        | 2010年4月10日 |
| Homer的H（ホーマーのH）                      | 講談社NOVELS                   |            | redjuice      | 2010年6月8日  |
| Foetus的F（フィータスのF）                   | 《電撃文庫MAGAZINE》Vol.14     |            |               | 2010年6月10日 |
| Pain的P（ペインのP）                         | MediaWorks文庫                 |            | KeG           | 2010年6月25日 |
| Junction的J（ジャンクションのJ）             | 講談社NOVELS                   |            | redjuice      | 2010年8月5日  |
| Toy Box的T（トイボックスのT）                | MediaWorks文庫                 |            | 鐵雄          | 2010年8月25日 |
| Dead Doll的Double D（デッドドールのダブルD） | 講談社NOVELS                   | 舞城王太郎 | redjuice      | 2010年9月7日  |
| 伊娃·瑪莉·克羅斯（エヴァ・マリー・クロス）   | 朝日新聞出版（《殺死瑪麗蘇》） | 乙一       | Jeremy Geddes | 2016年2月     |

## 真身推测
最初，越前魔太郎的“真身”是没有公开的，后来官网公布了下列8位作家的名字。除了《Dead Doll的Double D》、《伊娃·瑪莉·克羅斯》、Redjuice和Jeremy Geddes之外，具体哪位作家负责什么篇目，乃至由哪位画师担任插画绘制等，至今尚未明确。
负责作品明确：
- 舞城王太郎 - 《魔界侦探冥王星O Dead Doll的Double D》（魔界探偵 冥王星O デッドドールのダブルD，2010年9月，讲谈社NOVELS）

负责作品不明确、真名公开：
- 秋田祯信 - 代表作品《魔術士歐菲》系列（魔術士オーフェン，富士见Fantasia文库）等
  - 系列累计售出1000万部以上

- 入间人间 - 代表作品《說謊的男孩與壞掉的女孩》系列等
  - 2011年动画化决定

- 乙一 - 代表作品《GOTH》《ZOO》《被遗忘的故事》等
  - 在2016年出版的个人小说集《杀死玛丽苏》中，以越前魔太郎的名义写了《伊娃·瑪莉·克羅斯》

- 折口凉乃 - 代表作品《九罚的恶魔召唤术》（九罰の悪魔召喚術）等

- 相生生音 - 代表作品《泣空羊的死者苏生学》（泣空ヒツギの死者蘇生学，2008年10月，电击文库）

真名不明，只公布了提示：
- 御影瑛路 - 代表作《虚空之盒与零之麻理亚》系列（虽然并未公开姓名，代表作却标注了《虚空之盒与零之麻理亚》）

- 姓名不明、代表作不明，只标明是“虚构世界设定的第一人”。
  - 在讲谈社BOOK俱乐部的《Dead Doll的Double D》的内容介绍中，除上述的秋田祯信、入间人间、乙一以外，还明确公开了新城十马的名字[2]

## 电影版
在电影版《脖子造怪机》中，越前魔太郎（平岡祐太 饰）是真山杉奈（相武紗季 饰）的青梅竹马，人气恐怖小说家。其编辑为赤坂英子（栗山千明 饰）。

## 脚注
1. ↑  最後出版的《Dead Doll的Double D》出版之初便公佈了作者，而《伊娃·瑪莉·克羅斯》收錄在乙一個人小說集《殺死瑪麗蘇》中。Redjuice所繪製的封面插繪則是曾在講談社企劃官網現實公開下載鏈接。